# Domingo Germán
Domingo Germán Polanco (né le 4 août 1992 à San Pedro de Macorís, République dominicaine) est un lanceur droitier des Yankees de New York de la Ligue majeure de baseball.

## Carrière

### Marlins de la Floride/Marlins de Miami (2009-2014)
Domingo Germán signe son premier contrat professionnel en août 2009 avec les Marlins de Miami. Il débute en 2010 sa carrière professionnelle dans les ligues mineures, où il est au départ lanceur de relève puis lanceur partant, avec des clubs affiliés aux Marlins.

### Yankees de New York (2014-2023)
Le 19 décembre 2014, Miami échange Domingo Germán, le lanceur droitier Nathan Eovaldi et le joueur de premier but Garrett Jones aux Yankees de New York, en retour du joueur de troisième but Martín Prado et du lanceur droitier David Phelps,.  
German rate toute la saison de baseball 2015 à la suite d'une opération Tommy John.
Il fait ses débuts dans le baseball majeur comme lanceur de relève avec les Yankees le 11 juin 2017.
Le 27 juin 2023, il réalise le 24e match parfait de l'histoire de la MLB.
Le 2 août 2023, Germán a été placé en congé administratif après avoir accepté de se soumettre volontairement à un traitement hospitalier pour abus d'alcool. Avant que cela ne se produise, il a été révélé que Germán avait provoqué des troubles dans le vestiaire des Yankees, où il aurait détruit une télévision et renversé des meubles. Lorsque cet incident s'est produit, Germán était apparemment sous l'influence de l'alcool et était confiné dans un sauna sous la surveillance de l'équipe de sécurité. Le directeur général des Yankees, Brian Cashman, a annoncé que Germán serait suspendu pour le reste de la saison 2023 avec l'obligation de renoncer à son salaire. Germán a été libéré par les Yankees le 6 novembre 2023.